# Bastav
Bastav (cyr. Бастав) – wieś w Serbii, w okręgu kolubarskim, w gminie Osečina. W 2011 roku liczyła 474 mieszkańców.